# José del Castillo
José Antonio del Castillo Burga (* 10. Mai 1943 in Lima; † 4. Februar 2023) war ein peruanischer Fußballspieler und -trainer.

## Karriere

### Verein
Del Castillo debütierte 1960 beim Club Centro Iqueño in der höchsten peruanischen Spielklasse. Nach einem Jahr wechselte er zu Sporting Cristal, wo er bis 1974 viermal den peruanischen Meistertitel gewann. Anschließend ging er nach Mexiko zu CD Veracruz, wo er 1975 seine Laufbahn als Spieler beendete.

### Nationalmannschaft
Zwischen 1965 und 1970 bestritt del Castillo 13 Länderspiele für die peruanische Fußballnationalmannschaft, in denen er ein Tor erzielte.
Er wurde in das peruanische Aufgebot für die Fußball-Weltmeisterschaft 1970 in Mexiko berufen, kam im Laufe des Turniers jedoch nicht zum Einsatz.

### Trainerkarriere
Nach seiner Spielerkarriere war er bei Sporting Cristal in verschiedenen Abteilungen als Trainer tätig. Im August 1985 übernahm er bis Ende dieses Jahres die erste Mannschaft. 1986 wurde er Assistent des damaligen peruanischen Nationaltrainers Manuel Mayorga. 1989 gewann er mit Defensor Lima die Regionalmeisterschaft Torneo Plácido Galindo.

## Erfolge
- Peruanischer Meister: 1961, 1968, 1970 und 1972